# Lijst van voetbalinterlands Centraal-Afrikaanse Republiek - Senegal (vrouwen)
Deze lijst van voetbalinterlands is een overzicht van alle officiële voetbalinterlands tussen de nationale vrouwenteams van de Centraal-Afrikaanse Republiek en Senegal. De landen hebben tot nu toe één keer tegen elkaar gespeeld.

## Wedstrijden
| № | Plaats | Datum            | Competitie                                | Wedstrijd                               | Uitslag |
| - | ------ | ---------------- | ----------------------------------------- | --------------------------------------- | ------- |
| 1 | Dakar  | 19 februari 2006 | Afrikaans kampioenschap 2006 kwalificatie | Senegal − Centraal-Afrikaanse Republiek | 4 − 0   |

## Samenvatting
| Competitie                           | Totaal gespeeld | Winst Centraal-Afrikaanse Republiek | Gelijk | Winst Senegal | Doelsaldo Centraal-Afrikaanse Republiek – Senegal |
| ------------------------------------ | --------------- | ----------------------------------- | ------ | ------------- | ------------------------------------------------- |
| Afrikaans kampioenschap kwalificatie | 1               | 0                                   | 0      | 1             | 0 − 4                                             |
| Totaal                               | 1               | 0                                   | 0      | 1             | 0 − 4                                             |